# Joseba Sarrionandia
Joseba Sarrionandia Uribelarrea, alias Sarri, né le 13 avril 1958 à Iurreta est un écrivain, poète, académicien et philologue basque. Avec de nombreux livres de poésie, essais, brèves histoires et romans dans son domaine, il est un des auteurs contemporains en langue basque (euskara) des plus illustres. En 1985, il s'est évadé de la prison de Martutene (Saint-Sébastien) grâce à Mikel Antza et depuis lors et ce jusqu'en 2016, on ne connaissait pas son lieu de résidence, bien qu'il ait continué à écrire depuis son exil.

## Biographie
Après avoir suivi des études de sociologie et de philologie à l'université de Deusto (Bilbao), il est professeur de phonétique à l'UNED de Bergara. Il donnera également des cours a l'Udako Euskal Unibertsitatea (Université basque d'été).
Ses premiers travaux journalistiques ont été publiés dans les revues Pott, Anaitasuna, Ibaizabal et Zeruko Argia et dans les quotidiens Egin et Egunkaria. À la même époque, il fonde avec Bernardo Atxaga, Manu Ertzilla, Jon Juaristi, Ruper Ordorika et Joxemari Iturralde Pott Banda (Groupe Pott en basque). Membre correspondant de l'Académie de la langue basque, il est traducteur en basque de diverses œuvres littéraires, comme celles de T. S. Eliot, Coleridge et Pessoa. Le recueil de poèmes Izuen gordelekuetan barrena ("À travers les cachettes des peurs") a été son premier livre publié. Le livre a eu beaucoup de succès et de nombreux nouveaux auteurs ont admis avoir été influencés, jusqu'au point où le premier poème de ce livre, Bitakora kaiera (Le livre de bord), a été pris comme manifeste.
En 1980, il est soupçonné d'appartenir à l'Euskadi ta Askatasuna (ETA) et arrêté. Jugé, il est condamné à une peine de 22 ans de prison. La même année, il gagne trois prix littéraires avec les contes Maggie indazu kamamila, Emperadore eroa et le recueil de poèmes Izuen gordelekuetan barrena. Cinq ans plus tard, le 7 juillet 1985, il s'évade de la prison de Martutene avec un autre prisonnier, Iñaki Pikabea, en se dissimulant dans les baffles après un concert du chanteur Imanol Larzabal. Le vol a inspiré la célèbre chanson Sarri, Sarri du groupe basque Kortatu. Depuis lors, il est en cavale, même si l'infraction pour laquelle il a été condamné est prescrite. Comme il l'a affirmé dans une entrevue avec Hasier Etxeberria, même s'il n'a actuellement aucun procès en attente, ses motifs pour ne pas retourner sont plus de caractère politique. Dans le roman Hnuy illa nyha majah yahoo, toutefois, il utilise la première personne du pluriel pour affirmer que nous serons toujours des exilés, que le retour à la maison est absolument impossible, parce que la maison, la patrie, comme nous l'avons connue, comme nous la souhaitons, n'existe pas. Retour impossible pour un poète qui ne doute pas en affirmant que la vraie poésie est possible et que, malgré tout, il existe aussi ce qui n'existe pas, car 
presque tous les travaux à faire et les poèmes les plus parfaits restent à écrire
« egiteko gehienak egiteke/ditugu. / Poemarik behinenak izkiriatzeke / daude… / Ez diren gauzak ere / badira ».
Toujours en exil, sujet récurrent dans son œuvre, il continue de publier sans cesse des livres et d'être une source d'inspiration pour les musiciens et artistes de différents styles (voir Discographie et Œuvre scéniques). Certaines des chansons qui utilisent ses poèmes ont été compilées, avec la voix de l'auteur, dans le disque-livre Hau da ene ondazun guzia (Ceci est toute mon œuvre) copublié par les éditions Esan Ozenki et Txalaparta en 1999.

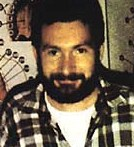
Joseba Sarrionandia (1985).

Sa trajectoire littéraire, avec les types traditionnels (poésie, narration, essai), aime expérimenter et proposer des textes hybrides représentatifs d'une conception innovatrice de la littérature. Ni ez hemengoa naiz (Je ne suis pas d'ici), Marginalia, Ez gara geure baitakoak (Nous ne sommes pas de nous-mêmes) et Han izanik hona naiz (De là-bas même je viens) sont certaines de ses œuvres qui représentent cette tendance à l'hybridation. Sa prose est pleine de métaphores et images suggestives, une prose poétique qui incorpore des éléments fantastiques et des références à des légendes et à des histoires traditionnelles. Ces dernières exposent ses affinités avec celles d'auteurs comme Samuel Taylor Coleridge ou Herman Melville, qui rendent hommage à des narrations du "cycle arturique". Elles évoquent des échos d'auteurs comme Thomas Stearns Eliot, Constantin Cavafy, Jonathan Swift, Edgar Allan Poe, et d'autres basques, par exemple Jon Mirande et Bernard D'Etchepare, et que Sarrionandia explore aussi avec ses histoires méta-narratives originales. Souvent les narrations ont plusieurs lectures, plusieurs sens. « Les textes peuvent parfois nous sembler ambigus, et obscurs. Chaque lecteur devra leur donner leur interprétation… Puisqu'il nous offre des textes pleins d'implications, nous sommes obligés de repenser ce que disent les textes », affirme Aitzpea Azkorbebeitia.
D'autres textes nous rappellent que Sarrionandia est un poète reconnu qui mérite une place importante dans l'actuel panorama littéraire basque. « La lecture de ses livres de poèmes nous révèle que Sarrionandia est un voyageur infatigable de géographie littéraire, un marin ébloui par un océan d'idées poétiques », selon Maris José Olaziregi.
En 2001, il reçoit le Prix de la Critique de la narrative en basque, accordé par l'Association espagnole de Critiques Littéraires, pour Lagun izoztua (l'ami congelé), son premier roman.
En 2011, Joseba Sarrionandia reçoit le prix Euskadi pour le meilleur essai en langue basque Moroak gara behelaino artean ?, mais le gouvernement basque prévient que ce prix restera attribué à cet auteur, mais pas la prime de 18 000 euros.

## Ouvrages publiés

### Poésies
- Izuen gordelekuetan barrena (Dans les refuges de la peur). Caja de Ahorros de Bilbao, Bilbao, 1981. Prix Resurrección María de Azkue, 1980.
- Intxaur azal baten barruan. Eguberri amarauna (Dans une coquille de noix. Toile d'araignée de Noël). Gestoras Pro Amnistía. Estella, 1983.
- Alkohola poemak (Poèmes de l'alcool). Pamiela, Pampelune, 1984. Livre élaboré en groupe.
- Marinel zaharrak (Les vieux marins). Elkar, Pampelune, 1987.
- Gartzelako poemak (Poèmes de la prison). Susa, Pampelune, 1992.
- Hnuy illa nyha majah yahoo (Poemak 1985-1995). Elkar, Saint-Sébastien, 1995.
- Hau da ene ondasun guzia (Ceci est toute mon œuvre). Txalaparta, Tafalla, 1999. Livre-CD qui alterne poèmes récités par l'auteur lui-même et les versions musicales de groupes basques.
- XX. mendeko poesia kaierak: Joseba Sarrionandia (Cahiers de poésie du XXe siècle). Susa, Pampelune, 2002. Anthologie à charge de Koldo Izagirre.
- Hilda dago poesia? ¿La poesía está muerta? (La poésie est morte?). Pamiela, Pampelune, 2016. Anthologie bilingue, en euskara et espagnol.

### Narrations
- Narrazioak (Narrations). Elkar, Saint-Sébastien, 1983.
- Atabala eta euria (Le tambour et la pluie). Elkar, Saint-Sébastien, 1986. Prix de la Critique de la narrative en basque, 1986.
- Ifar aldeko orduak (Les heures du nord). Elkar, Saint-Sébastien, 1990.
- Han izanik hona naiz  (De là même je viens). Elkar, Saint-Sébastien, 1992.
- Miopeak, bizikletak eta beste langabetu batzuk (Myopes, bicyclettes et autres chômeurs). Erein, Saint-Sébastien, 1995.
- Lagun izoztua (L'ami congelé). Elkar, Saint-Sébastien, 2001. Prix de la Critique de la narrative en basque, 2001.
- Kolosala izango da (Cela va être mondial). Txalaparta, Tafalla, 2003.
- Narrazio guztiak (1979-1990). Elkar, Saint-Sébastien, 2011

### Essais
- Ni ez hemengoa naiz (Je ne suis pas d'ici). Pamiela, Pampelune, 1985.
- Marginalia. Elkar, Saint-Sébastien, 1988.
- Ez gara geure baitakoak  (Nous ne sommes pas de nous-mêmes). Pamiela, Pampelune, 1989.
- Hitzen ondoeza  (Le malaise des mots). Txalaparta, Tafalla, 1997.
- Akordatzen  (Se souvenant). Txalaparta, Tafalla, 2004.
- Moroak gara behelaino artean?. Pamiela, Pampelune, 2010.
- Durangoko Azoka 1965-2015. Gerediaga Elkartea, Durango, 2015. Avec Jesus Mari Arruabarrena et Txelu Angoitia.
- Lapur banden etika ala politika. Pamiela, Pampelune, 2015.

### Littérature infantile et juvénile
- Izeba Mariasun ipuinak (Histoires de Tante Mariasun). Elkar, Saint-Sébastien, 1989.
- Ainhoari gutunak (Lettres à Ainhoa). Elkar, Saint-Sébastien, 1990.
- Harrapatutako txorien hegalak (Les ailes attrapées des oiseaux). Baigorri, Bilbao, 2005. Édition bilingue, en euskara et anglais.
- Gau ilunekoak (Ceux des nuits obscures). Elkar, Saint-Sébastien, 2008.
- Munduko zazpi herrialdetako ipuinak (Histoires des sept territoires du monde). Pamiela, Pampelune, 2008.
- Idazlea zeu zara, irakurtzen duzulako. Xangorin, Saint-Sébastien, 2010.

### Comique
- Zitroi ur komikiak : Joseba Sarrionandia komikitan (Comics eau de citron). Copublié par Txalaparta et Napartheid, 2000. Avec Koldo Almandoz.

### Poèmes
- Inork agintzen ez didalako, 1980.
- Literatura eta iraultza, 1987.
- Gose grebako hogeigarren egunean, 1987.
- Zita, 1995.

### Traductions littéraires
- T.S. Eliot euskaraz (T.S. Eliot en euskara). Hordago, Saint-Sébastien, 1983. Traduction de  The Waste Land (la terre non cultivée), long poème de T.S. Eliot.
- Hamahiru ate. Umore beltzaren antologia (Treize portes. Anthologie d'humour noir). Elkar, Saint-Sébastien, 1985. Traduit avec Mitxel Sarasketa.
- Fernando Pessoa. Marinela. Ou Marinheio. Susa, Zarautz, 1985. Édition bilingue, en euskara et portugais, du drame statique de Pessoa le Marin.
- Izkiriaturik aurkitu ditudan ene poemak (Mes poèmes que j'ai trouvé déjà écrits). Pamiela, Pampelune, 1985.
- Hezurrezko xirulak (Flutes d'os). Elkar, Saint-Sébastien, 1991.
- Poemas naufragos. Galegoz heldutako poemak (Poèmes arrivés en galicien). Susa, Zarautz, 1991. Édition bilingue, en euskara et galicien.
- S.T. Coleridge. Marinel zaharraren balada. The Rime of the Ancient Mariner . Pamiela, Pampelune, 1995. Édition bilingue de La balada del viejo marinero.
- Manuel Bandeira. Antologia (Anthologie). Pamiela, Pampelune, 1999.
- Marcel Schwob. Haurren gurutzada (La Croisade des enfants).
- Dolf Verroen. Neure neure esklaboa. Elkar, Saint-Sébastien, 2009.

### Anthologies générales
- Antología de la narrativa vasca actual. Editions du Mall, Barcelone, 1986. Anthologie en espagnol à charge de Jesús María Lasagabaster.
- Anthologie poésie basque contemporaine. J&D, Bayonne, 1990. Édition bilingue, en euskara et français.
- Ocho poetas raros. Conversaciones y poemas. Árdora Ediciones, Madrid, 1992. Édition en espagnol de José Luis Gallero y José María Parreño. Traduction de Gerardo Markuleta.
- Antología de la poesía vasca. Euskal poesiaren antologia. Visor, Madrid, 1993. Anthologie à charge de Iñaki Aldekoa. Édition bilingue, en euskara et espagnol. Traduction de Bego Montorio.
- Desde aquí. Antología del cuento vasco actual. Hiru, Fontarrabie, 1996. Anthologie en espagnol à charge de José Luis Otamendi.
- Cullita d'otri. Antoloxía de poesía contemporania ozidental. Publicazions d'o Consello d'a Fabla Aragonesa, Huesca, 1998. Anthologie en aragonais à charge de Chusé Raúl Usón.
- An anthology of Basque short stories. Center for Basque Studies, University of Nevada, Reno, 2004. Anthologie en anglais à charge de María José Olaziregi.
- Pintxos. Nuevos cuentos vascos. Lengua de Trapo, Madrid, 2005. Anthologie en espagnol à charge de María José Olaziregi.
- Six Basque Poets. Arc Publications, Manchester, 2007. Anthologie en anglais à charge de María José Olaziregi. Traduction de Amaia Gabantxo.
- Siete poetas vascos. Pamiela, Pampelune, 2007. Anthologie à charge de Jose Angel Irigaray. Édition bilingue, en euskara et espagnol.
- Sete poetas vascos. Alén da fronteira. Kalandraka, Pontevedra, 2012. Édition bilingue, en euskara et galicien. Traduction de Isaac Xubín. Prix Luís Tobío de la Asociación Galega de Editores.
- Antología de relatos. Narrativa vasca actual. Pamiela, Pampelune, 2013. Anthologie en espagnol.
- Tempo de exilio. Kalandraka, Pontevedra, 2014.  Édition bilingue, en euskara et galicien. Traduction de Isaac Xubín. Prix de Traduction Etxepare-Laboral Kutxa.

### Livres traduits en d'autres langues
Narrazioak, 1983
- En catalan: Narracions. Pòrtic, Barcelone, 1986. Traduction de Josep Daurrella.
- En italien: Lo scrittore e la sua ombra. Giovanni Tranchida, Milan, 2002. Traduction de Roberta Gozzi.

Ni ez naiz hemengoa, 1985
- En espagnol: No soy de aquí. Hiru, Fontarrabie, 1991 (Orain, Hernani, 1995). Traduction de Bego Montorio.
- En allemand: Von Nirgendwo und Überall. Verlag Libertäre Assoziaton, Hambourg, 1995. Traduction de Ruth Baier.
- En catalan: Jo no sóc d'aquí. Pol·len Edicions, Barcelone, 2014. Traduction de Maria Colera Intxausti et Ainara Munt Ojanguren.

Atabala eta euria, 1986
- En galicien: Chuva e tamboril. Traduction de Tereixa Hernandez Adeba.

Hau da ene ondasun guzia, 1999
- Dans ce livre les textes en basque sont aussi en français, espagnol, anglais et allemand. Traduction au français de Fermin Arkotxa.

Lagun izoztua, 2001
- En allemand: Der gefrorene Mann. Blumenbar, Munich, 2007. Traduction de Petra Elser et Raul Zelik[3].

Kolosala izango da, 2003
- En espagnol: Será colosal. Txalaparta, Tafalla, 2016. Traduction de Daniel Escribano Riera.

Harrapatutako txorien hegalak, 2005
- En anglais: Trapped bird's wings. Baigorri, Bilbao, 2005. Édition bilingue, en euskara et anglais. Traduction de Diana Draper.

Moroak gara behelaino artean?, 2010
- En espagnol: ¿Somos como moros en la niebla?. Pamiela, Pampelune, 2012. Traduction de Javier Rodríguez Hidalgo.
- En catalan: Som com moros dins la boira?. Pol·len Edicions, Barcelone, 2013. Traduction de Ainara Munt Ojanguren.

## Prix
- Prix Resurreccion Maria Azkue (1980), pour Izuen gordelekuetan barrena.
- Prix Ignacio Aldecoa (1980), pour Maggie indazu kamamila.
- Prix Villa de Bilbao (1980), pour Enperadore eroa.
- Prix de la Critique de la narrative en basque (1986), pour Atabala eta euria.
- Prix de la Critique de la narrative en basque (2001), pour Lagun izoztua.
- Prix Euskadi de essai en langue basque (2011), pour Moroak gara behelaino artean?.

## Œuvres scéniques
- 2008 - Hnuy illa… Kukai Dantza Konpainia et Tanttaka Teatroa, direction de Mireia Gabilondo et chorégraphie de Jon Maya[4].
- 2008 - Aulki hutsa. Le Petit Théâtre de Pain, direction de Ander Lipus[5].
- 2009 - Han izanik, hona naiz. Apurka, direction de Borja Ruiz[6].
- 2010 - Decir lluvia y que llueva. Kabia, espace de recherche du Théâtre Gaitzerdi, direction de Borja Ruiz[7],[8].
- 2010 - Koblakariak behar ditugu. Karrika, avec Gotzon Barandiaran, Miren Amuriza, Eñaut Elorrieta et Unai Iturriaga[9].

## Discographie
| Versions musicales des poèmes de Sarrionandia | Versions musicales des poèmes de Sarrionandia   | Versions musicales des poèmes de Sarrionandia | Versions musicales des poèmes de Sarrionandia |
| --------------------------------------------- | ----------------------------------------------- | --------------------------------------------- | --- |
| Année                                         | Disque                                          | Interprète                                    | Chansons / Poèmes |
| 1983                                          | NI EZ NAIZ NORUEGAKO ERREGE                     | Ruper Ordorika                                | Galtzetan gordetzeko koblak Alberto Caeiroren bisita |
| 1985                                          | 6 (SEI)                                         | Mikel Laboa                                   | Sorterriko koblak |
| 1986                                          | IN FRAGANTI                                     | Oskorri                                       | Arratseko fadoa Biolin musikaz |
| 1986                                          | MEA KULPERIK EZ                                 | Imanol                                        | Oroimeneko portua |
| 1989                                          | 12 (HAMABI)                                     | Mikel Laboa                                   | Lili bat |
| 1989                                          | DATORRENA DATORRELA                             | Oskorri                                       | Inork agintzen ez didalako |
| 1989                                          | EUSKAL KANTU TXAPELKETA                         | Kea Zatiki                                    | Hi oroituz Inork agintzen ez didalako |
| 1990                                          | EZ DA POSIBLE                                   | Ruper Ordorika                                | Ene begiek |
| 1990                                          | ZU ZEU                                          | Gontzal Mendibil                              | Bost minutuko bisita? |
| 1992                                          | BADOK HAMAHIRU                                  | Oskorri                                       | Marinel batzu |
| 1992                                          | EBIHOTZ                                         | Eltzegor                                      | Hil ez da deus hiltzen |
| 1994                                          | 14 (HAMALAU)                                    | Mikel Laboa                                   | Hegazti errariak Nao es tu faculdade de sentir Oroitzen zaitudanean, ama Gure oroitzapenak |
| 1994                                          | JEXUXMAI & NOIZBEHINKA                          | Jexuxmai & Noizbehinka                        | Sustraiak Amodio poema Azkenengo trena |
| 1995                                          | APAIZ GAZTEA                                    | Mikel Elizaga                                 | Amodioa |
| 1996                                          | DEABRUAK GUARDA!!                               | Deabruak Teilatuetan                          | Hau da ene ondasun guzia |
| 1996                                          | FRAN LASUEN & ESKUADRA ZARRA                    | Fran Lasuen                                   | Oroimeneko portua Ez dut gure herria saltzeko |
| 1996                                          | HORI BERA DA DENEN IXTORIOA                     | Imanol                                        | Aldaketarik aldaketa |
| 1997                                          | AISE                                            | Jabier Muguruza                               | Linguae Vasconum Primitiae |
| 1997                                          | AZKENA                                          | Bittor Aiape                                  | Defenda ezazue zuen bake beltza Lagun presoak |
| 1997                                          | DENBORATIK AT                                   | Jexuxmai & Noizbehinka                        | Esku ahurreko marrak Bunba, blaf Thames gozoa Besterriko koblak |
| 1998                                          | DABILEN HARRIA                                  | Ruper Ordorika                                | Martin Larralde Gutunei koblak |
| 1998                                          | NAHIEZKERO                                      | Dantzut                                       | Territorio librea |
| 1998                                          | ...ETA LEGEAZ LANDAKO GURE MINTZAIRAN SOLASTUKO | Naun                                          | Kaleko kronika |
| 1999                                          | BRIGADISTAK SOUND SYSTEM                        | Fermin Muguruza                               | Eguraldi lainotsua hiriburuan |
| 1999                                          | IKASTEN                                         | Berri Txarrak                                 | Aspaldian utzitako zelda |
| 1999                                          | EZ DIREN GAUZAK                                 | Jexuxmai & Noizbehinka                        | Ez diren gauzak Albisteak Sorlekuaren kanta Talaieroaren gogoeta 11 aldaketa |
| 1999                                          | ZUZENEAN II - GERNIKA                           | Mikel Laboa                                   | Kiromantzidxa (Lekeitio 10) |
| 1999                                          | SORTERRIRA                                      | Trepi eta Arawak                              | Herri proiektua Bake beltza |
| 2000                                          | IKUS                                            | Ikus                                          | Zertarako? |
| 2000                                          | FM 99.00 DUB MANIFEST                           | Fermin Muguruza                               | Mendebaldarketa |
| 2001                                          | ESKUAK/UKABILAK                                 | Berri Txarrak                                 | Mundua begiratzeko leihoak |
| 2001                                          | MEATZALDEA                                      | Sagarroi                                      | Sagarroiak |
| 2003                                          | KANTUOK JARTZEN DITUT                           | Ruper Ordorika                                | Kantuaren gauza galdua |
| 2005                                          | XORIEK - 17                                     | Mikel Laboa                                   | Sustraiak han dituenak Xoriak (Xorien ihesa) |
| 2006                                          | BILUZIK                                         | Kauta                                         | Norbere akaberari buruzko mintzaldia |
| 2006                                          | MEMORIAREN MAPA                                 | Ruper Ordorika                                | Lera zakurren balada Ibaia Hondartza galduan Hiriak Esku biak Albert Einsteinen mihia Goizalbada Ez da itzuliko Berak entzungo ez duen kantua Enbaxadore hodeiertzean Izen zaharrak                            |
| 2006                                          | PENTSAMENDU HUTSAK                              | Mikel Aranzabal                               | Gose grebako hogeigarren egunean |
| 2007                                          | KONPLIZEAK                                      | Jabier Muguruza                               | Norbere akaberari buruzko mintzaldia |
| 2007                                          | ARGIAK                                          | Ken Zazpi                                     | Gaueko argiak |
| 2007                                          | ELKARREKIN                                      | Kasu! Xopapo                                  | Geografia Sustraiak han dituenak |
| 2010                                          | ORTZEMUGAK BEGIETAN                             | Ken Zazpi                                     | Hemen gaude Giltzak |
| 2011                                          | ROCK & RON                                      | Ze Esatek!                                    | Esperantza |
| 2013                                          | DESERRIKO KANTAK                                | Eñaut Elorrieta                               | Geografia Besamotzaren besoa Itzulera |
| 2014                                          | GOSARIAK                                        | Gose                                          | Errua Zoroetxeko harresia Anaren hiri arraroa Katuen kantua Txalupa Banku atrakatzaileak Alegrantziaren aldeko konjura Eguna Bederatzi te kikara basamortu ertzean Non dago gure askatasuna? Belengo albistiek |